# Cruz de Piedra, Oaxaca
Cruz de Piedra är en ort i Mexiko.   Den ligger i kommunen San Jerónimo Sosola och delstaten Oaxaca, i den sydöstra delen av landet, 300 km sydost om huvudstaden Mexico City. Cruz de Piedra ligger 2 010 meter över havet och antalet invånare är 141.
Terrängen runt Cruz de Piedra är kuperad. Runt Cruz de Piedra är det mycket glesbefolkat, med 7 invånare per kvadratkilometer. Närmaste större samhälle är San Francisco Telixtlahuaca, 14,3 km öster om Cruz de Piedra. I omgivningarna runt Cruz de Piedra växer huvudsakligen savannskog.